# Psilaspilates bistrigata
Psilaspilates bistrigata là một loài bướm đêm trong họ Geometridae.